# ブルー・パンテル
ブルー・パンテル（Blue Panther）のリングネームで知られるヘナロ・バスケス・ネバレス（Genaro Vásquez Nevares、1960年9月19日 - ）は、メキシコの覆面レスラー。ドゥランゴ州ゴメスパラシオ出身。
ブルー・パンテル・ジュニア（ブラック・パンテル）、テ・パンテルは実子。

## 来歴
地元でアルコン・スリアーノ、エクトール・ロペスの指導を受け1978年3月、リンピオ（ベビーフェイス）でデビュー。1981年、ルードに転進。1984年12月16日にマテマティコを破りUWA世界ウェルター級、1986年11月、グラン浜田を破り同ライトヘビー級王座奪取。1991年7月、EMLLに移籍。同年12月18日アカプルコでの決定戦でサタニコを破りCMLL世界ミドル級の初代王座になる。1992年4月3日、アレナ・メヒコでラブ・マシーンとのコントラ・マッチで勝利し相手のマスクを剥ぐ。またSWSにも来日した。
同年5月AAAに電撃移籍。1992年7月24日、グアナフアト州レオンでオクタゴンを破ってナショナルミドル級王座奪取。1993年7月、AAAに移籍してきたラブ・マシーンと再戦し相手を坊主しリンピオに転進、しかし同年11月再度ルード転進。1994年11月には新日本プロレスの『AAAルチャ・ワールド』に来日した。
1997年にマスカラ・サグラダ・ジュニア等と共にCMLLに移籍。ドクトル・ワグナー・ジュニア、ブラック・ウォリアーとロス・ラグネロス（Los Laguneros）を結成。1999年、ワグナーをパートナーにネグロ・カサス、エル・イホ・デル・サント組の持つCMLL世界タッグに挑戦も失敗。ロス・ラグネロスでメキシコ・ナショナル・6人タッグ王座奪取。2001年1月、全日本プロレス東京ドーム大会に来日。2002年、ブラック・ウォリアーがロス・ラグネロス脱退しその後フェルサ・ゲレーラをメンバー入りさせトーナメントで優勝し再度同タイトル奪取。2004年、アトランティスと組みウルティモ・ゲレーロ、レイ・ブカネロ組の持つCMLL世界タッグに挑戦し奪取、同年オリンピコ、レイ・ブカネロ組相手に同タイトル防衛。2005年4月、同タイトルをアベルノ、メフィスト組の挑戦に破れ防衛に失敗した。

## 得意技
- エル・ヌド・ラグネロ

変形足4の字固め。仰向けに倒れた相手の両脚を足4の字固めと同型にロックした後、両腕が交差するように掴んで上体を持ち上げ、宙吊りにすることで両手足を極める。ルチャリブレの伝統的なジャベの一種、
和名では結び目固めと呼ばれる技の発展型である。
英語圏ではスタンディング・フィギュアフォー・レッグロックとも呼ばれる。
- ラウンディング・ボディ・プレス

跳躍中に捻りを加えたダイビング・ボディ・プレス。初代タイガーマスクと並ぶ、この技の代表的な使い手の一人である。全盛期にはフィニッシュ・ホールドとして好んで用いていたが、1990年代中盤頃から徐々に使用頻度が少なくなり、年齢的な衰えからか現在はほぼ封印状態にある。
ムーンサルト・プレスの原型として有名だが、ラウンディング・ボディ・プレスの方が高難度であるとされる。
- パワーボム

1990年代初頭から好んで使用し始めた。叩きつける際マットに膝を付く独特のスタイルである。ウラカン・ラナ・インベルティダへの切り返し技として用いることが多い。
- ラリアット

試合中盤の繋ぎ技として若手時代から愛用している。カウンターに用いることが多く、自分から仕掛けることはほとんど無い。

## 獲得タイトル
UWA
- UWA世界ウェルター級王座
- UWA世界ミドル級王座

CMLL
- CMLL世界ミドル級王座
- CMLL世界タッグチーム王座（w / アトランティス）
- CMLL世界トリオ王座 : 2回（w / ブラック・ウォリアー&ドクトル・ワグナー・ジュニア、ドクトル・ワグナー・ジュニア&フェルサ・ゲレーラ）
- WWA世界ウェルター級王座
- WWA世界ミドル級王座

IWA
- IWA世界ライトヘビー級王座

その他
- 北メキシコライトヘビー級王座
- ナウカルパンタッグチーム王座（w / ブラック・テリー）
- メキシコナショナルミドル級王座
- メキシコナショナルトリオ王座 : 3回（w / フェルサ・ゲレーラ&サイコシス、フェルサ・ゲレーラ&エル・シグノ）